# جمال وولارد
جمال وولارد (بالإنجليزية: Jamal Woolard)‏ هو مغني وممثل أمريكي، ولد في 8 يوليو 1975 ببروكلين في الولايات المتحدة.

## أعمال

### أفلام
- (2009) نوتوريوس[4]
- (2016)  القصة التالية[5]
- (2017) كل العيون عليّ[6][7]

## وصلات خارجية
- جمال وولارد على موقع IMDb (الإنجليزية)
- جمال وولارد على موقع ألو سيني (الفرنسية)
- جمال وولارد على موقع ميوزك برينز (الإنجليزية)
- جمال وولارد على موقع أول موفي (الإنجليزية)
- جمال وولارد على موقع ديسكوغز (الإنجليزية)
- جمال وولارد على موقع قاعدة بيانات الفيلم (الإنجليزية)
- جمال وولارد على موقع كينوبويسك (الروسية)